# Cuggiono
Cuggiono (Cugiònn en milanés) es una localidad y comune italiana de la provincia de Milán, región de Lombardía, con 8.041 habitantes.

## Historia
El territorio de Cuggiono fue habitado desde épocas antiquísimas, como lo atestiguan numerosos e interesantes hallazgos arqueológicos, hoy conservados en el Museo de Legnano.
En la localidad “in Scansioeu” se halló un vaso de 20 cm de forma tronco cónica alternativamente pintado de rojo y negro y algunos vasos con forma de cáliz, bronces y decoraciones gálicas: hebillas, anillos, adornos con forma de lagartija, brazaletes, vasos para alimentos, copas y contenedores.
Los adornos gálicos tienen la característica de estar hechos de una arcilla muy fina, a veces oscura y poseen un cierto brillo. Presentan además diferencias tonales debido a la cantidad de color aportada en la cocción. De las excavaciones llevadas a cabo en la localidad “Galizia” se recuperaron dos cabezas de león con disco perforado, que probablemente formaban parte de un bolso de cuero. Con estos hallazgos se pudo deducir que los primeros pobladores de esta zona fueron los Celto-Galos, quienes eran totemistas, y como tales creían que al origen de toda tribu había un animal o planta. De ahí se explica su culto al agua, piedras y plantas. Esto además justificaría el hecho de que el nombre esté relacionado con las plantas. Así pues se explica la etimología del nombre de muchos pueblos de la zona: Inveruno vendría de Ever-uno (planta tejo). Del mismo modo, la palabra Cuggiono tendría su origen en Cuslono, en donde Cus es la raíz Celto-Gálica que significa bosque. Por lo tanto, Cuggiono sería literalmente un lugar cercano a un bosque. El nombre Cuggiono sufrió diversas modificaciones; gracias a los documentos existentes se puede leer una primera denominación, Cusonum, que declinó en Cuzonum, más tarde en Cucionum, luego Cuzono para finalmente llegar a su actual denominación.
La historia de Cuggiono está ligada a los Crivelli, una antigua y noble familia cuyos registros remontan al año 337 d. C. La familia fue feudataria de Cuggiono por muchos años, destacándose entre sus miembros el XXVIII Obispo de Milán, Ausano Crivelli, quien falleció en 567, en vísperas de la conquista Longobarda del norte de Italia. 
En un contrato de compraventa de 1098 aparece Ottone da Cuciono, quien figura como testigo en ese contrato celebrado entre Algerio hijo de Vallone y Ariberto, cura, hijo de Ambrogio da Castano. En 1149 se registra que Giovanni d’Arzago, abad de S.Ambrogio, otorgó a Domenico, Pietro, Pastore y Gualla Crivelli, todos hijos de otro Guallo, las costas, riberas y bosques de Brinate (hoy Bernate) y Cusonno (hoy Cuggiono) en carácter de feudo del monasterio de Sant’Ambrogio.
Luego de la conquista franca del S.VIII, Cuggiono fue uno de los cinco condados en los que se dividía la campiña milanesa: el Seprio. En 1150 Gualla Crivelli era el feudatario de Cuggiono y sus alrededores. Su hijo Uberto llegó a ser papa con el nombre de Urbano III; éste condujo a la Iglesia durante dos años, en un período caótico y turbulento de lucha entre el papado y el imperio por el dominio europeo. 
En 1533 Cuggiono forma parte de la llamada Pieve di Dairago, llegando a ser un feudo de Castellano Maggi. En 1559 el feudo de Dairago fue vendido a los Arconati. En 1648, la Real Cámara readquirió el feudo y vendió una parte a la familia Della Croce. Libre de todo vínculo feudal, el pueblo de Cuggiono adquirió su independencia pagando 10.475 liras milanesas para evitar otro enfeudamiento. 
En 1672 una parte de Cuggiono, llamada Cuggiono Minore, aceptó formar parte del feudo de la familia Piantanida: sus habitantes, con tal de salvarse de las deudas contraídas para el pago de la redención, decidieron renunciar a la independencia. En 1676 los Piantanida se ofrecieron a adquirir la otra parte de Cuggiono. Sin embargo la Real Cámara decidió vender esas tierras a la familia Clerici, que las mantuvo hasta 1768, año en que, por falta de herederos, Cuggiono volvió a la Real Cámara.

## Evolución demográfica
| Gráfica de evolución demográfica de Cuggiono entre 1861 y 2001 |
|                                                                |
| Fuente ISTAT - elaboración gráfica de Wikipedia                |

## Etimología
La palabra Cuggiono es de origen celta. Deriva de cuslono, voz compuesta de la raíz cus (bosque) y ono (lugar), por lo tanto significa lugar próximo a un bosque. A lo largo de los siglos, el nombre de Cuggiono sufrió algunos cambios, siendo primero Cusonum, luego Cucionum y sucesivamente Cuzono, para llegar a su forma actual.

## Monumento a los caídos
En el centro de la plaza de la Victoria (Piazza della Vittoria) se encuentra el monumento dedicado a los *cuggionenses caídos en la Grande Guerra; la piedra fundacional fue colocada en 1923, inaugurándose la obra al año siguiente. El costo de la obra fue de 110 mil liras aproximadamente. Está formado por una estatua en bronce de una mujer alada, atada de pies a un pilar de un puente en acto de tomar impulso para librarse de la atadura. Representa la “Victoria” de la guerra de 1915-1918, “encadenada al Piave”, según un dicho del poeta patriota Gabriele d’Annunzio. En el pilar derruido se lee la dedicatoria “Cuggiono a los artífices de la Victoria” y el agua que lo rodea representa las del histórico río friulano. De gran valor artístico, la estatua es obra del escultor Arrigo Manerbi. Del mismo autor, se hallan dos obras similares en la ciudad de Ferrara y en la entrada principal del Vittoriale di Gardone Riviera, donde se yergue desde una imponente columna granítica.

## Economía
La agricultura es la principal actividad productiva de Cuggiono. En sus campos se cultiva maíz, trigo y avena. El sector ganadero también está desarrollado, contándose diversas granjas (fattorie) que crían ovinos, bovinos y suínos. En Cuggiono se desarrolla también una fuerte actividad artesanal e industrial.

## Vías de comunicación
Cuggiono está conectada con Milán a través de un servicio de ómnibus ATM (Azienda di trasporti municipale) y con los pueblos cercanos a través del servicio de ómnibus ATINOM (Azienda di trasporti intercomunale nord-ovest Milano). Además se encuentra a 9 km de la estación ferroviaria de Magenta y a 6 km de la estación de Castano Primo. A 6 km del pueblo pasa la Estatal n.11 y a 5 km, con peaje en Boffalora, pasa la Autopista MI-TO (Milano-Torino).

## Personajes
- Papa Urbano III, al siglo Umberto Crivelli (Cuggiono, 1120; Ferrara, 1187).
- Carlo Garavaglia (Cuggiono, 1617; Milán 1663), escultor e ilustre tallador barroco, autor del coro lígneo de la Abadía de Chiaravalle en Milán.
- Angelo Branduardi (Cuggiono, 1950), músico.
- Maria Pia Garavaglia (Cuggiono, 1947), política italiana.